# Dassault Mirage IV

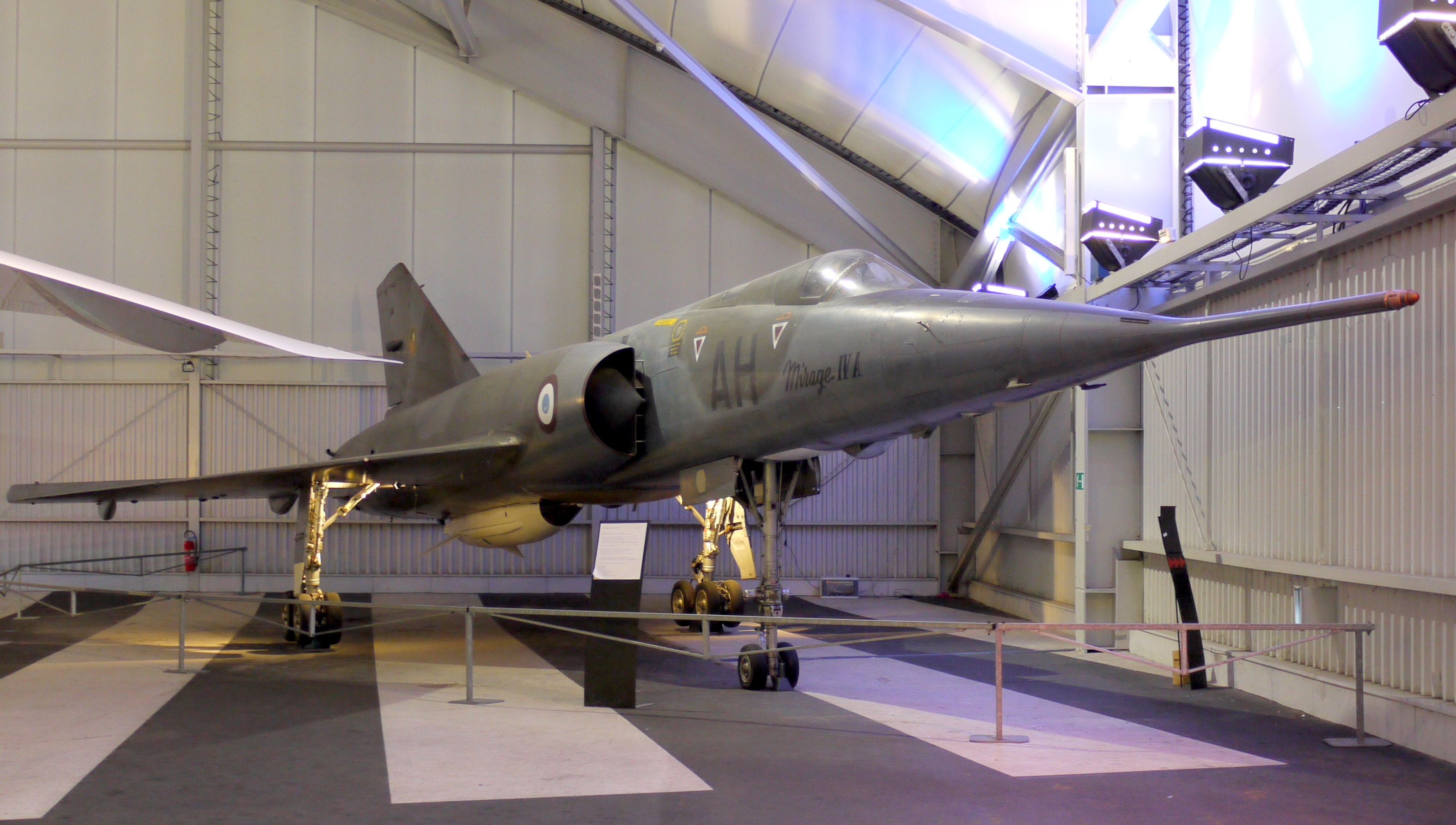
Mirage IVA z makietą bomby AN 22 w muzeum w Le Bourget

Dassault Mirage IV – francuski ponaddźwiękowy bombowiec strategiczny oraz samolot rozpoznawczy wytwórni Dassault z okresu zimnej wojny. Dwumiejscowy, dwusilnikowy samolot odrzutowy w układzie delty bez usterzenia poziomego, osiągający dwukrotną prędkość dźwięku. Oblatany w 1961 roku, służył od 1964 do 2005 roku wyłącznie we francuskim lotnictwie jako bombowiec strategiczny, przystosowany do wykonywania uderzeń nuklearnych z wykorzystaniem bomb atomowych AN-11 i  AN-22 oraz pocisków rakietowych ASMP, a następnie także jako samolot rozpoznawczy dla rozpoznania strategicznego.

## Historia

### Powstanie Mirage IVA
Prace nad ponaddźwiękowym bombowcem, zdolnym do przenoszenia broni atomowej, rozpoczęły się we Francji w 1956 roku. Jednocześnie prowadzono prace nad francuską bombą atomową, którą po raz pierwszy przetestowano 13 lutego 1960 roku. Działania te były wyrazem ambicji prezydenta Francji gen. de Gaulle′a uczynienia z Francji niezależnego mocarstwa. Opracowania samolotu podjęły się dwie francuskie wytwórnie lotnicze: Dassault (wówczas Générale aéronautique Marcel Dassault – GAMD) i SNCASO, która zaproponowała bombowiec o skośnych skrzydłach SNCASO 4060 Super Vautour, jako rozwinięcie samolotu Vautour. Rząd Francji wybrał do realizacji propozycję Dassault, opartą na projektowanym ciężkim samolocie myśliwskim Mirage IV. Wstępne zamówienie na skonstruowanie bombowca skierowano 28 listopada 1956 roku. Pierwszy prototyp nowego samolotu, Mirage IV-01, oblatany 17 czerwca 1959 roku, był w zasadzie powiększonym dwusilnikowym rozwinięciem myśliwca Mirage III, zachowując jego charakterystyczny układ bezogonowej delty. Miał on maksymalną masę startową 20 343 kg i powierzchnię nośną 70 m², a napędzany był silnikami SNECMA ATAR 9B o ciągu 9000 kG z dopalaniem. Silniki również pochodziły z Mirage III. Samolot ten pobił w 1960 roku dwa rekordy prędkości na dystansie zamkniętym 1000 km – 1822 km/h (19 września) i 500 km – 1972 km/h (23 września), lecąc z prędkością między Ma 2,08 a 2,14. 13 lutego 1961 roku prototyp Mirage IV-01 został jednak utracony na skutek awarii silnika (załoga katapultowała się).
Jeszcze przed jego oblotem uznano, że bombowiec tej wielkości miał jednak niewystarczający zasięg bez tankowania w powietrzu, więc Mirage IV-01 traktowany był jako samolot doświadczalny, a wytwórnia opracowała znacznie powiększony projekt Mirage IVB (masa startowa 57 ton, powierzchnia nośna 130 m², długość kadłuba 28 m). 9 maja 1959 roku lotnictwo zamówiło budowę trzech prototypów. Z uwagi na brak francuskich silników o wystarczającym ciągu, przewidziano napęd licencyjnymi amerykańskimi silnikami Pratt & Whitney J-75B-24 o ciągu 13 600 kG z dopalaniem. Wytwórnia przystąpiła do budowy prototypu, a lotnictwo według planów z 1959 roku zamierzało pozyskać 53 bombowce Mirage IVB i 27 samolotów walki radioelektronicznej z trzyosobową załogą. W tym samym roku jednak zamawiający uznał, że Mirage IVB będzie zbyt drogi i wiążący się z większym ryzykiem technicznym i zrezygnował z budowy tego samolotu. Istotnym czynnikiem była też chęć uniknięcia uzależnienia strategicznego francuskiego programu od amerykańskich silników.
Wobec rezygnacji z samolotu Mirage IVB, wytwórnia zaproponowała wariant pośredni co do wielkości, oznaczony Mirage IVA. Maksymalna masa startowa została ograniczona do 33 ton, a powierzchnia nośna wyniosła 78 m². W październiku 1959 roku wariant ten został zaakceptowany do rozwoju. W marcu 1960 roku lotnictwo zamówiło budowę trzech prototypów tej wersji. Pierwszy prototyp Mirage IVA-02 oblatano 12 października 1961 roku, dalsze dwa w 1962 i 1963 roku, po czym samolot zaakceptowano do produkcji. 29 maja 1962 roku lotnictwo zamówiło 50 samolotów, a 4 listopada jeszcze 12, zdolnych do przenoszenia zasobnika rozpoznawczego. Pierwszy seryjny samolot oblatano 7 grudnia 1963 roku. Zbudowano ogółem serię 62 samolotów Mirage IVA, które weszły do służby między lutym 1964 a marcem 1968 roku.
W 1959 roku planowano budowę wersji rozpoznawczej i walki radioelektronicznej Mirage IVE, z trzyosobową załogą, lecz zrezygnowano z niej wraz z rezygnacją z większego płatowca Mirage IVB.

### Modernizacja Mirage IVP

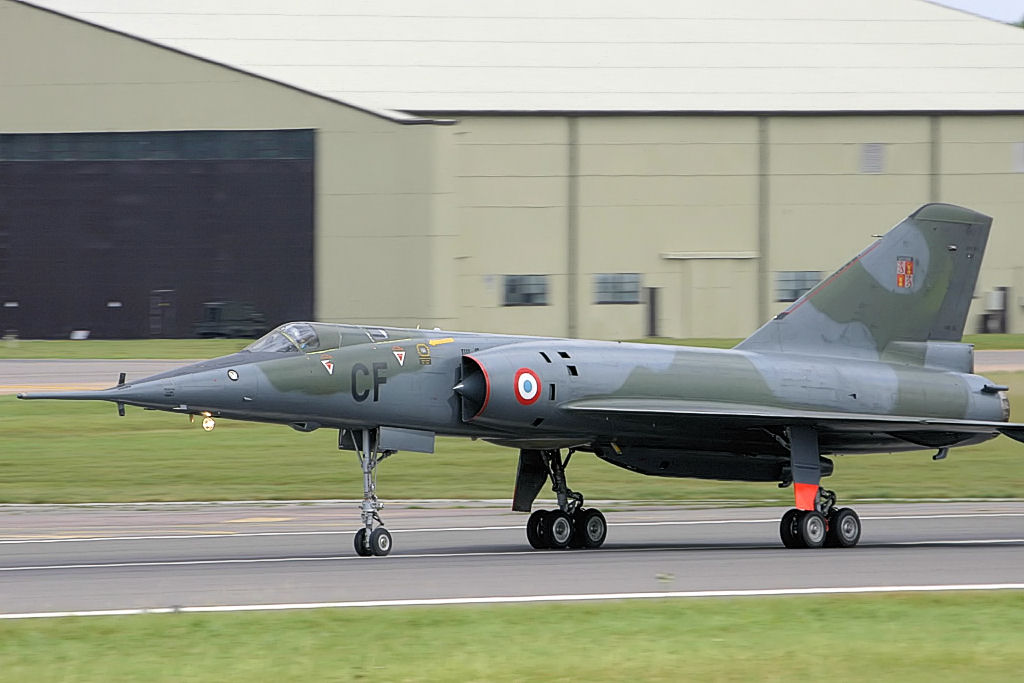
Mirage IVP z zasobnikiem rozpoznawczym pod kadłubem

Wobec stałego wzrostu zagrożenia ze strony obrony przeciwlotniczej, także w stosunku do samolotów lecących na małej wysokości, nuklearne bomby lotnicze stały się mało skutecznym środkiem walki. W odpowiedzi na nowe potrzeby, we Francji opracowano pocisk odrzutowy średniego zasięgu powietrze-ziemia ASMP. Miał on zasięg odpalenia od 30 do 400 km i mógł mieć głowicę konwencjonalną lub atomową o mocy od 100 do 300 kiloton. Jako jego główny nosiciel przewidziano myśliwiec wielozadaniowy Mirage 2000N, lecz zanim wszedł on do służby, postanowiono dostosować do przenoszenia ASMP samoloty Mirage IV. Pierwsze próby prowadzono w 1982 roku. Począwszy od 1985 roku, 19 samolotów Mirage IVA zostało zmodyfikowanych do przenoszenia nowego pocisku. Przebudowane samoloty otrzymały nowe oznaczenie Mirage IVP (od: Pénétration - przenikanie). Zmiany obejmowały głównie awionikę – zmodernizowane systemy nawigacyjne i celownicze oraz montaż wzmocnionej podłogi zakrywającej zagłębienie w kadłubie, z zewnętrzną belką do podwieszenia pocisku ASMP. Zmodernizowane samoloty nadal mogły przenosić zasobnik rozpoznawczy CT 52.

## Służba

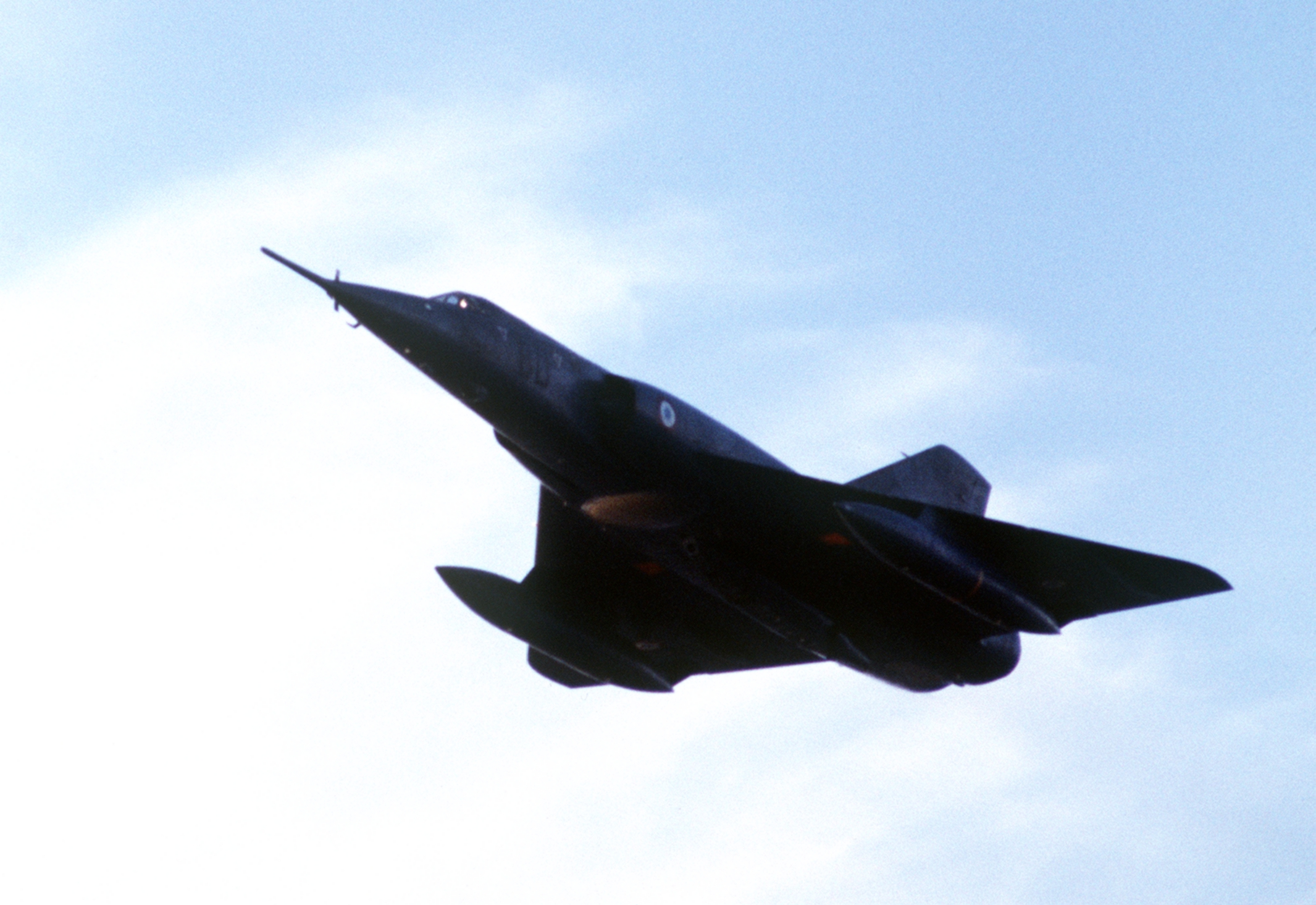
Mirage IVP z EB 1/91 w locie na małej wysokości, 1986 rok

Samoloty Mirage IVA, razem z pierwszą francuską lotniczą bombą atomową AN 11, dostępną od lipca 1964 roku, zapoczątkowały istnienie francuskiego lotnictwa strategicznego (Forces Aériennes Stratégiques). W samoloty te wyposażono jako pierwsze dwie nowo utworzone eskadry lotnictwa strategicznego: EB 1/91 Gascogne w bazie Mont-de-Marsan i EB 2/91 Bretagne w bazie Cazaux, wchodzące w skład 91 Pułku (EB 91). Pierwsza eskadra EB 1/91, sformowana w czerwcu 1964 roku, uzyskała gotowość bojową i rozpoczęła pełnienie dyżurów 1 grudnia 1964 roku. W razie alarmu wyznaczony samolot uzbrojony w bombę atomową miał wystartować w ciągu pięciu minut; w gotowości do startu był też tankowiec powietrzny. Do 1966 roku utworzono z tych samolotów łącznie dziewięć eskadr w składzie trzech pułków: EB 91, EB 93 i EB 94 (po trzy eskadry bombowców i czwartej eskadrze tankowców w każdym). Utworzenie własnych sił odstraszania nuklearnego było istotnym czynnikiem, pozwalającym Francji na opuszczenie struktur wojskowych NATO w 1966 roku i odgrywanie roli w pełni niezależnego mocarstwa. Mirage IV były używane także w ośrodku szkoleniowym CIFAS 328 w Bordeaux-Mérignac.
Po uzyskaniu pełnego stanu eskadr, 36 samolotów miało pełnić dyżury bojowe, w tym jeden z każdej eskadry miał startować w ciągu 15 minut, a pozostałe w ciągu godziny po otrzymaniu rozkazu. Należy zaznaczyć, że ćwiczono podwieszanie bomb atomowych oraz loty z bombami ćwiczebnymi, natomiast zabronione były loty z bombami atomowymi w czasie pokoju, aczkolwiek na początku służby zdarzył się jeden taki przypadkowy start. Mirage IVA nr 36 zademonstrował możliwości przelatując w 1966 roku w ramach operacji Tamouré wraz z tankowcem C-135F, w czterech etapach, przez USA do bazy Hao w Polinezji Francuskiej. Jako pierwszy francuski samolot wojskowy przeleciał wówczas 10 maja nad Atlantykiem przez Azory do USA (baza Otis w Massachusetts), w 7 godzin 40 minut. Drugi samolot tego typu (nr 9) dostarczono w tym czasie do Hao na pokładzie okrętu desantowego „Ouragan”. Samolot nr 9 wziął udział w próbie bomby atomowej AN-11 na atolu Mururoa 19 lipca, po czym powrócił lotem do Francji, a drugi powrócił drogą morską (uszkodzony przy lądowaniu). Francuskie siły strategiczne postawiono w stan pełnej gotowości raz, podczas „Praskiej Wiosny” w 1968 roku.
Podstawowym potencjalnym celem floty Mirage IVA były duże miasta i bazy wojskowe ZSRR. Operując z francuskich baz, bez tankowania w powietrzu samolot mógł osiągnąć linię Budapeszt – Królewiec (w tym Polskę), a z tankowaniem w drodze do celu – np. Moskwę, Murmańsk na północy lub miasta na Ukrainie na południu. Tankowanie przewidywano nad Morzem Północnym lub Morzem Czarnym. W tym celu zakupiono w USA 12 powietrznych tankowców KC-135 (oznaczonych C-135F), które zaczęły pełnić służbę w styczniu 1965 roku. Podstawowy profil lotu zakładał dolot i atak na wysokim pułapie z dużą prędkością (ang. High-High-High). Po tankowaniu w powietrzu i zrzucie dodatkowych zbiorników paliwa, na kilkaset kilometrów przed celem samolot zwiększał prędkość z Ma 0,9 do naddźwiękowej Ma 1,85 oraz pułap z 9800 m do 17 000 m. Mógł atakować w ten sposób cele w promieniu 3500 km. Misje obarczone były wysokim ryzykiem i brano pod uwagę podczas powrotu możliwość konieczności katapultowania się z braku paliwa, w tym nad neutralną Szwecją. Pod koniec lat 60., gdy znacznie wzrosło zagrożenie ze strony rakiet przeciwlotniczych dla samolotów latających na dużych wysokościach, zmodyfikowano samoloty Mirage IVA w celu latania na małych wysokościach, co obejmowało głównie autopilota oraz wprowadzenie nowych bomb AN 22. Przy profilu High-Low-High (dolot i powrót na dużej wysokości, atak na małej) samolot mógł atakować cele na głębokość 2700 km, a lecąc cały czas na małej wysokości (Low-Low-Low), bez tankowania w powietrzu, na głębokość 830 km. W obu tych profilach samolot dolatywał do celu z prędkością okołodźwiękową 1100 km/h i zrzucał bombę przy 825 km/h. Mirage IV był uznawany za pierwszy i jedyny samolot europejski zdolny do dłuższego lotu (ponad 30 minut) z dwukrotną prędkością dźwięku.
W czasie służby samoloty otrzymały modyfikowane stale środki walki radioelektronicznej – urządzenia wykrywające opromieniowanie radarem i zakłócające pracę radarów systemów przeciwlotniczych. Oprócz wyposażenia montowanego w płatowcu, stosowano podwieszane zasobniki walki radioelektronicznej. Poszczególne systemy miały zakłócać radary pocisków S-125, 2K12 Kub i S-75. Część samolotów Mirage IVA została od października 1968 roku przystosowana także do przenoszenia zasobnika rozpoznania fotograficznego CT 52, podwieszanego pod kadłubem, zawierającego komplet aparatów fotograficznych do zdjęć na małych i dużych wysokościach.

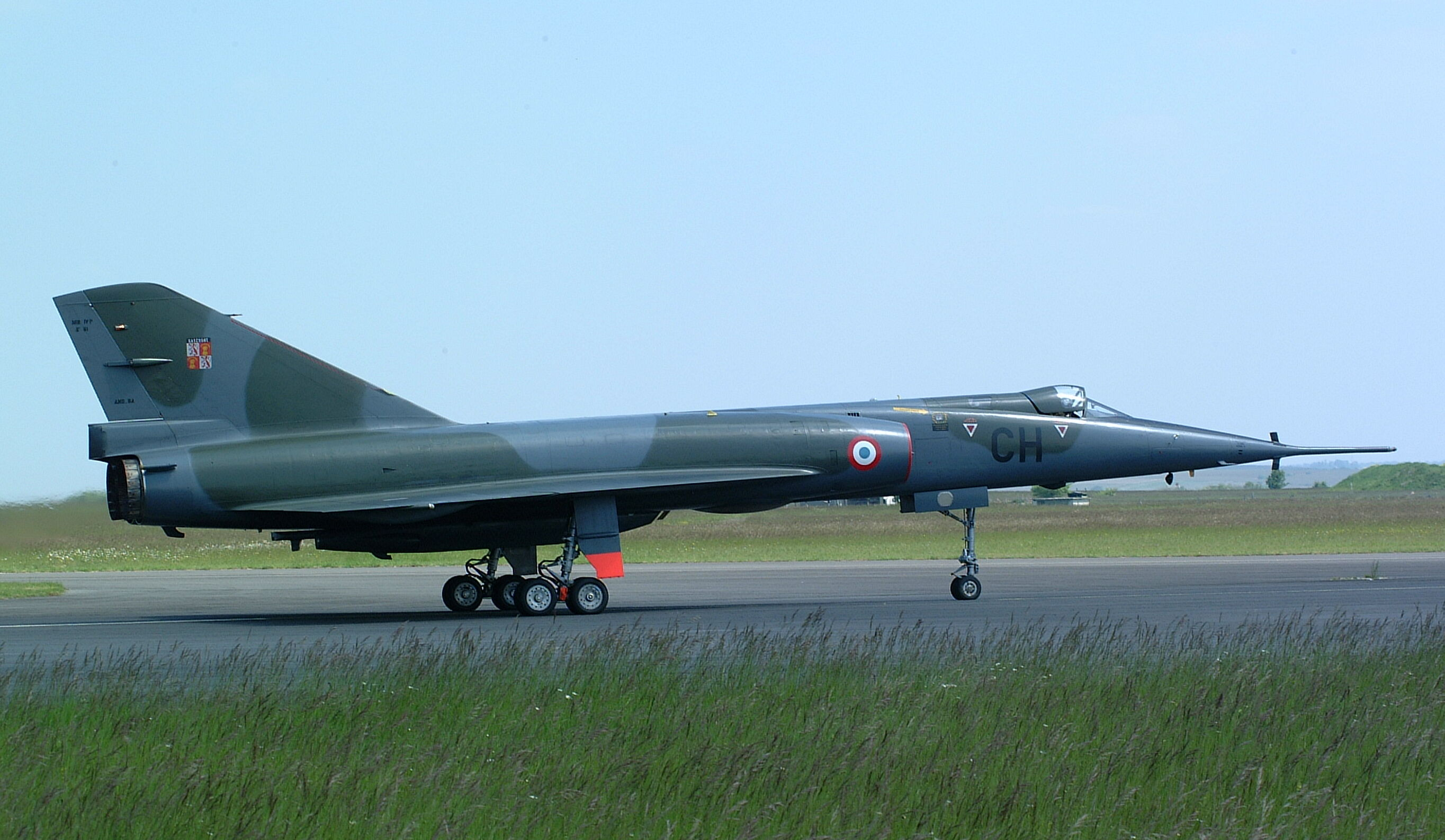
Rozpoznawczy Mirage IVP z ERS 1/91, 2004 rok

1 lipca 1976 roku lotnictwo strategiczne na Mirage IVA przeorganizowano w dwa pułki (sześć eskadr), rozwiązując trzy eskadry i grupując tankowce w dawnym pułku bombowym EB 93, przeformowanym w pułk tankowania powietrznego ERV 93. W 1978 roku w jednostce szkolnej CIFAS 328 utworzono eskadrę szkolno-rozpoznawczą ERI 1/328. W 1983 roku natomiast rozwiązano trzecie eskadry w pułkach bombowych, pozostawiając cztery eskadry.
Zmodernizowane samoloty Mirage IVP weszły do służby w 1986 roku w jedynie dwóch eskadrach EB 1/91 Gascogne i EB 2/91 Bretagne (po 6 bombowców). Pierwsze z nich uzyskały gotowość operacyjną 1 maja 1986 roku. Ostatnie dwie eskadry z Mirage IVA przenoszącymi bomby nuklearne zostały rozwiązane w grudniu 1986 (EB 1/94 Guyenne) i lipcu 1988 roku (EB 2/94 Marne), a samoloty wersji IVA wycofano.
Latem 1996 roku rozwiązano eskadrę EB 2/91, a EB 1/91 przekształcono na eskadrę rozpoznania strategicznego ERS 1/91 Gascogne (Escadron de Reconnaissance Stratégique). Był to koniec służby Mirage IV jako bombowców strategicznych, w której roli zostały zastąpione przez Mirage 2000N. Pozostające na wyposażeniu ERS 1/91 samoloty Mirage IVP (5 sztuk plus jeden zapasowy) zmieniły przeznaczenie na samoloty jedynie rozpoznawcze. Misje rozpoznawcze wykonywano już wcześniej, w tym w 1987 roku jeden samolot przeprowadził 11-godzinną misję z 12 tankowaniami w powietrzu w celu oceny zniszczeń dokonanych przez francuskie szturmowce w libijskiej bazie lotniczej w Czadzie. W 1995 roku samoloty rozpoznawcze używane były podczas operacji Deliberate Force nad Bośnią i Hercegowiną, a w 1999 roku nad Kosowem (operacja Allied Force). W 1996 roku monitorowały zawieszenie broni między Jemenem i Erytreą, bazując w Dżibuti. Używane też były do lotów nad Afganistanem i Irakiem. Ostatecznie samoloty Mirage IVP wycofano ze służby w czerwcu 2005 roku.
Samoloty Mirage IV nie były przedmiotem eksportu – proponowano w połowie lat 60. sprzedaż ich w wersji rozpoznawczej Izraelowi, lecz nie doszło do tego, a Izrael w tym czasie przerzucił się na zakupy samolotów amerykańskich.

## Opis techniczny

### Konstrukcja

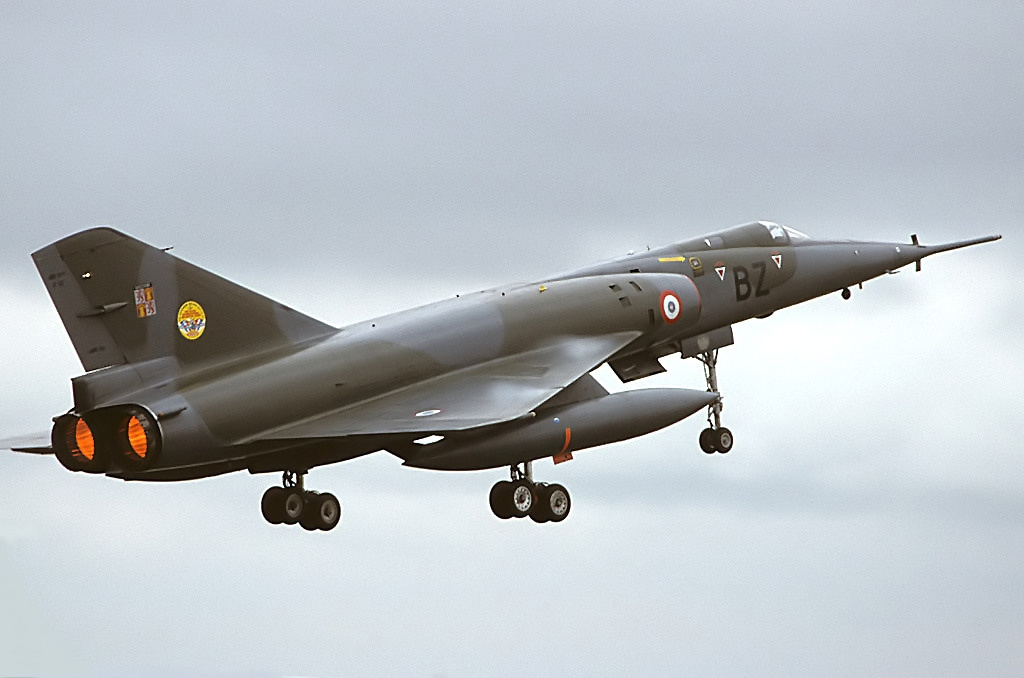
Mirage IVP

Metalowy średniopłat ze skrzydłem delta (trójkątnymi) o kącie skosu krawędzi natarcia 60°, w układzie bezogonowca (bez osobnego usterzenia poziomego). Kadłub o konstrukcji półskorupowej, ukształtowany zgodnie z regułą pól, ale z niewielkim wcięciem szerokości kadłuba z uwagi na małe pole przekroju skrzydeł. Dwa chwyty powietrza po bokach kadłuba, za kabiną załogi, z półstożkiem, ostrą krawędzią i kanałem odprowadzającym warstwę przyścienną. Załoga dwuosobowa: pilot i nawigator w kabinie w układzie tandem, wyposażona w fotele katapultowe typu Martin-Baker Mk 44 (produkcji zakładów Hispano-Suiza). Nawigator pełnił też rolę operatora uzbrojenia, aparatury walki radioelektronicznej i rozpoznawczej. Skrzydła wyposażone są w osobne lotki w zewnętrznych częściach i ster wysokości w przykadłubowych częściach. Sterowanie powierzchniami sterowymi za pomocą wzmacniaczy hydraulicznych z siłownikami w owiewkach pod skrzydłem. Na górnych i dolnych powierzchniach skrzydeł w pobliżu krawędzi natarcia w części przykadłubowej znajdują się klapy hamulców aerodynamicznych. Podwozie trójpodporowe, goleń przednia dwukołowa wciągana do tyłu do kadłuba, golenie główne z wózkami czterokołowymi chowane do skrzydeł i kadłuba. Samolot wyposażony jest w spadochron hamujący z zasobnikiem u podstawy usterzenia.
Napęd samolotów seryjnych stanowiły dwa silniki turboodrzutowe SNECMA ATAR 9K13 o ciągu  z dopalaniem 6700 kG, zamontowane obok siebie w tylnej części kadłuba. W samolotach Mirage IVP stosowano nowsze silniki ATAR 9K14 o ciągu z dopalaniem 6900 kG. Można było również stosować w razie potrzeby 12 pomocniczych silników rakietowych systemu JATO skracających długość startu.

### Uzbrojenie i wyposażenie

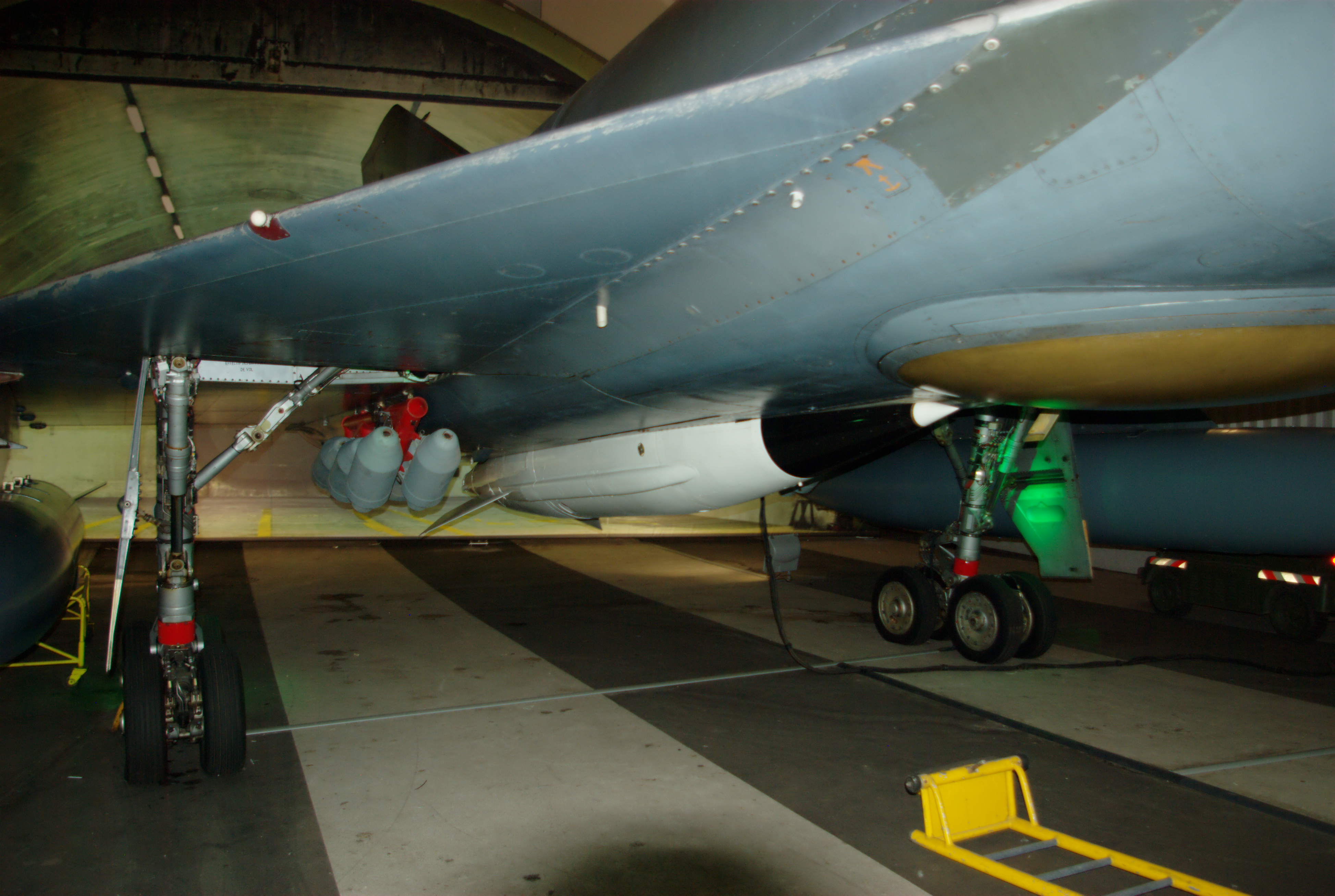
Mirage IVA z makietą bomby atomowej AN 22. Widoczna osłona anteny radaru i pomocnicze silniki rakietowe JATO

Uzbrojenie wersji Mirage IVA stanowiła jedna bomba atomowa pod kadłubem, częściowo zagłębiona w kadłub. Stosowano bomby początkowo AN 11 (60-70 kt), od 1966 roku AN 21 (60 kt), od 1968 roku AN 22 (60-70 kt), przystosowaną do zrzucania z mniejszej wysokości ze spadochronem. W wersji Mirage IVP uzbrojenie stanowił jeden pocisk rakietowy ASMP na belce pod kadłubem, o zasięgu od 30 do 400 km i głowicy konwencjonalnej o masie 240 kg (ASMP-C) lub atomowej TN 80 o mocy 100/150 kt lub TN 81 o mocy 200/300 kt. Samolot nie posiadał stałego uzbrojenia.
Mirage IVA był wyposażony w system nawigacji i bombardowania SNB, obejmujący radar dopplerowski i radar panoramiczny Thomson-CSF DRAA 8A, umieszczony pod kadłubem w lekko wypukłej osłonie. Przelicznik nawigacyjny i bombowy umożliwiał automatyczny zrzut bomby. W Mirage IVP zastąpiono je przez nowy radar Thomson-CSF ARCANA i nowocześniejszy przelicznik cyfrowy. Można było też przenosić zasobnik rozpoznania fotograficznego CT 52, podwieszany pod kadłubem w miejscu bomby (zagłębiony w kadłub). Zasobnik ten zawierał zestaw aparatów fotograficznych do zdjęć pionowych i ukośnych na małych i dużych wysokościach, z możliwością wykonywania zdjęć nocnych w podczerwieni.

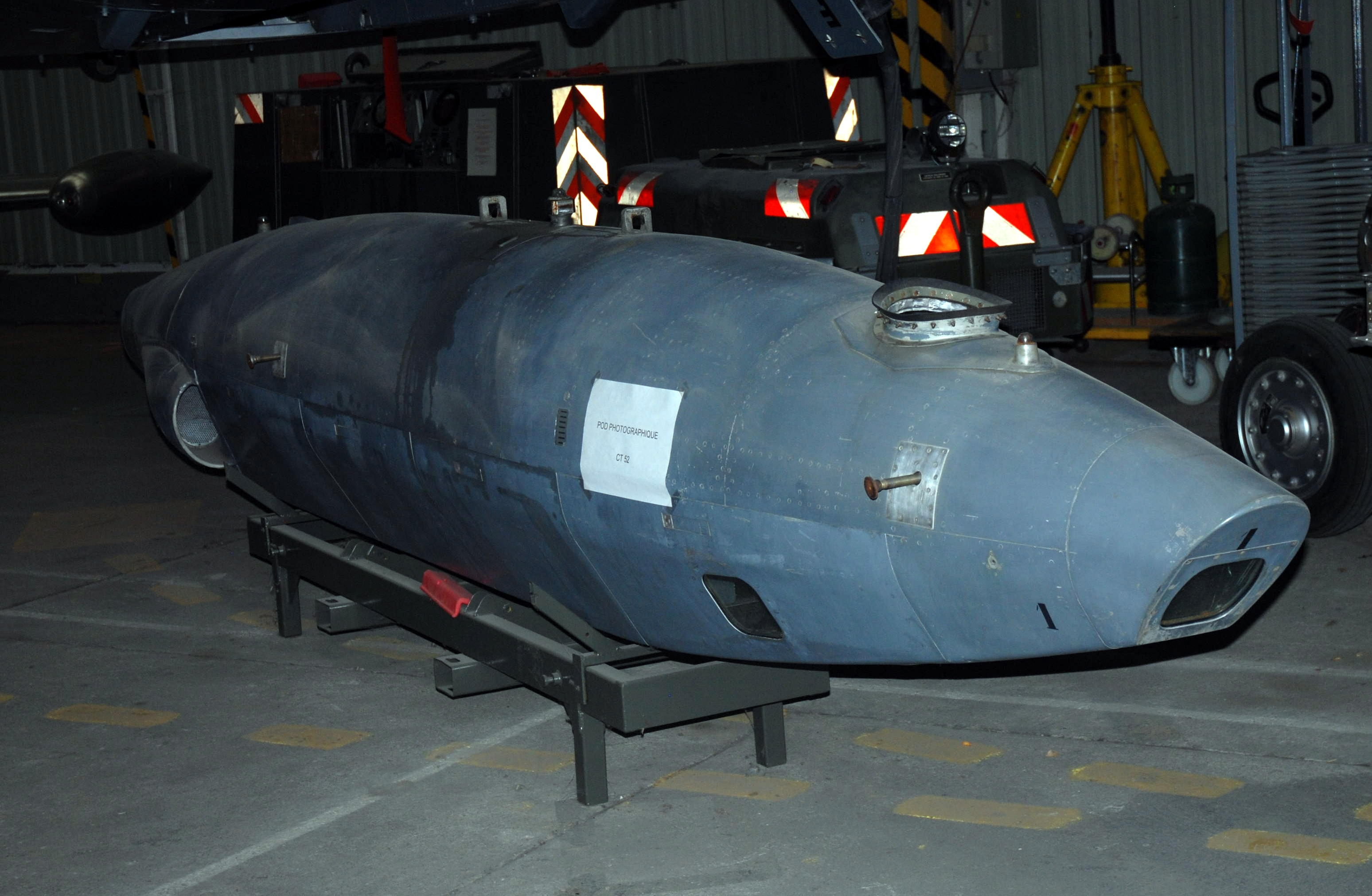
Zasobnik rozpoznawczy CT 52

Samolot posiadał rozbudowane urządzenia walki radioelektronicznej, instalowane i unowocześniane podczas kolejnych modernizacji. Najpierw montowano urządzenia Agacette wykrywające opromieniowanie radarem oraz zakłócające, z odbiornikami ARAB2A pośrodku krawędzi natarcia skrzydeł i ARAB2B z tyłu, u nasady usterzenia, nad zasobnikiem spadochronu hamującego. Odbiorniki w skrzydłach zastępowano następnie przez system Mygale (ARAB6B), a od 1972 roku montowano w miejscu tylnego urządzenia Agacette wyrzutniki celów pozornych Alkan F1A (flar i elementów zakłócających radary). Na nosie kadłuba umieszczano następnie dwie anteny płetwowe systemu detekcji Agasol (ARAD31A), górną i dolną. Oprócz wyposażenia montowanego w płatowcu, stosowano podwieszane zasobniki walki radioelektronicznej CT 51 (od 1970 roku, zawierający urządzenia zakłócające Agacette ARAB2B i Mangouste ARAB6A) i Phimat (z wyrzutnikami pasków folii zakłócającej). Mirage IVP otrzymał nowszy system Serval i podwieszane zasobniki BOZ 103 (AMAL1B) z wyrzutnią 18 flar i innych elementów zakłócających (pod prawym skrzydłem) oraz Barracuda (ARAL8B) emitujący zakłócenia (pod lewym skrzydłem).
Pod skrzydłami znajdowały się węzły podwieszeń dwóch dodatkowych zbiorników paliwa po 2500  oraz dwóch zasobników walki radioelektronicznej. Do przebazowania można było stosować zbiornik RS-21 o pojemności 1600 l w miejscu bomby. Samolot przystosowany był do tankowania w powietrzu przy pomocy stałej sondy na nosie kadłuba.